# Patterson Rock
Patterson Rock är en kulle i Antarktis. Den ligger i Östantarktis. Australien gör anspråk på området. Toppen på Patterson Rock är 18 meter över havet.
Terrängen runt Patterson Rock är platt åt nordväst, men åt sydost är den kuperad. Havet är nära Patterson Rock åt nordväst. Trakten är glest befolkad. Närmaste befolkade plats är Casey Station, 7,7 kilometer söder om Patterson Rock. 